# سنگ‌چشم‌کوکوی خاکستری
سنگ‌چشم‌کوکوی خاکستری (نام علمی: Ceblepyris caesius) گونه‌ای از پرندگان تیرهٔ سنگ‌چشم‌کوکویان (Campephagidae) است. این پرنده جنگلی با جثه متوسط با پرهای خاکستری تا آبی مایل به خاکستری و چشمان درشت سیاه است. دو زیرگونه وجود دارد که به ترتیب در لکه‌های جنگلی جنوب و مرکز آفریقا زیست می‌کنند.